# Форт Плејн (Њујорк)
Форт Плејн (енгл. Fort Plain) град је у америчкој савезној држави Њујорк.

## Демографија
По попису из 2010. године број становника је 2.322, што је 34 (1,5%) становника више него 2000. године.
| Група             | 2000.         | 2010.         |
| Белци             | 2.235 (97,7%) | 2.204 (94,9%) |
| Афроамериканци    | 2 (0,1%)      | 12 (0,5%)     |
| Азијати           | 7 (0,3%)      | 5 (0,2%)      |
| Хиспаноамериканци | 33 (1,4%)     | 58 (2,5%)     |
| Укупно            | 2.288         | 2.322         |